# Charlestown (Niévès)
Charlestown est un village de l'état de Saint-Christophe-et-Niévès. Il s'agit de la localité la plus importante de l'île de Niévès, avec une population de plus de 1 500 habitants. Charlestown est également le chef-lieu de la paroisse de Saint-Paul Charlestown.

## Patrimoine civil et religieux

### Patrimoine civil

#### Musées
- Le Musée d'histoire de Niévès de Charlestown, retraçant la fortune de l'île, connue comme « la reine des Caraïbes » pour la richesse de ses plantations.
- Le Musée Horatio Nelson de Charlestown, compilant des reliques et des artefacts de l'amiral Horatio Nelson.
- La Maison Hamilton de Charlestown, lieu de naissance d'Alexander Hamilton.

#### Monuments
- Le Domaine Montravers, datant du début du XIXe siècle mais dont il ne reste aujourd'hui que des ruines.

#### Fortifications
- Le Fort Charles, qui fonctionna du milieu du XVIIe siècle au milieu du XIXe siècle et qui permit la défense de Niévès.

### Patrimoine religieux
- L'église Saint-Paul, construite vers 1830 et est généralement considérée comme une des cinq premières églises de Niévès
- L'église méthodiste, une des plus grandes églises de Niévès pouvant accueillir jusqu'à 1500 fidèles